# Хочу, щоб він прийшов
Хочу, щоб він прийшов (рос. Хочу, чтоб он пришёл) — радянський художній фільм 1981 року, знятий на Кіностудії ім. М. Горького.

## Сюжет
Рано подорослівшому Вітьці живеться важко: батько п'є, мати в лікарні, хлопчик працює замість неї двірником. Але у нього є справжній друг Вовка.

## У ролях
- Євген Авєрочкін — Вовка
- Данило Перов — Вітька
- Катерина Вороніна — Віра Максимівна, мати Вовки
- Людмила Зайцева — мати Вітьки
- Михайло Жигалов — батько Вітьки
- Марія Виноградова — тітка Шура/контролер/режисер/касир
- Микола Скоробогатов — дядя Федя, швець
- Євген Весник — Валерій Павлович, артист лялькового театру, який грав мишку
- Кіра Рассказова — Юля Кондратьєва, гімнастка, подруга Віті
- Аріадна Шенгелая — мати Юлі
- Максим Ярцев — Сева
- Микола Бадякін — Пашка
- Петро Селезньов — епізод
- Анна Сидоркіна — дівчинка
- Олександр Покровський — епізод
- Борис Гітін — товариш по чарці батька Вітьки
- Артем Карапетян — клієнт, який приніс в ремонт черевики
- Володимир Мащенко — товариш по чарці батька Вітьки
- Раїса Рязанова — тренер з гімнастики
- Любов Соколова — Марія Дмитрівна, білетер в ляльковому театрі
- Микола Смирнов — клієнт шевської майстерні
- Інга Будкевич — сусідка
- Лариса Матвеєнко — сусідка

## Знімальна група
- Режисер — Едуард Гаврилов
- Сценарист — Геннадій Бокарєв
- Оператор — Борис Середін
- Композитор — Ігор Єфремов
- Художник — Сергій Серебреніков